# Municipio de Balvi
El municipio de Balvu (en Letón: Balvu novads) es uno de los 36 municipios de Letonia, se encuentra localizado en el este de dicho país báltico. Fue creado durante el año 2009 después de una reorganización territorial. La ciudad capital es la ciudad de Balvi.

## Ciudades y zonas rurales
- Balvi (ciudad)
- Balvu pagasts (zona rural)
- Bērzkalnes pagasts (zona rural)
- Bērzpils pagasts (zona rural)
- Briežuciema pagasts (zona rural)
- Krišjāņu pagasts (zona rural)
- Kubuļu pagasts (zona rural)
- Lazdulejas pagasts (zona rural)
- Tilžas pagasts (zona rural)
- Vectilžas pagasts (zona rural)
- Vīksnas pagasts (zona rural)

## Población y territorio
Su población se encuentra compuesta por un total de 15.834 personas (2009). La superficie de este municipio abarca una extensión de territorio de unos 1.044,5 kilómetros cuadrados. La densidad poblacional es de 15,16 habitantes por cada kilómetro cuadrado.